# Thomas Reiter
Thomas Arthur Reiter (født 23. maj 1958 i Frankfurt) er en af 12 astronauter hos Det europæiske rumfartsagentur og oberst i det tyske luftvåben. Thomas Reiter er en af de 50 astronauter, der har været længst tid i rummet. Han bor i Rastede tæt på Oldenburg i Niedersachsen.
I 1982 færdiggjorde Reiter sin uddannelse i astronautik fra Universitetet for det tyske forsvar i München. Han modtog sin træning som pilot in Tyskland og Texas.
Han arbejdede som besætningsmedlem på Euromir 95/Sojuz TM-22-missionen til rumstationen Mir. I løbet af de 179 dage om bord på Mir udførte han to rumvandringer og blev dermed den første tysker til at gøre dette.
Mellem 1996 og 1997 gennemgik Reiter yderligere træning og modtog et begrænset Sojuz-certifikat, der gav ham beføjelse til at kunne styre en Sojuzkapsel retur til jorden.
Reiter var en del af ekspedition 13 til den internationale rumstation. Han blev opsendt med rumfærgen Discovery på mission STS-121 d. 4 juli 2006 efter opsendelsen var blevet forsinket tre dage pga. dårligt vejr. 
Reiters mission om bord på ISS kaldtes Astrolab af ESA. 
Reiter vendte tilbage til jorden om bord  på Discovery sammen med STS-116-missionen. Han har i alt været i rummet i lige over 350 dage – mest af en ikke amerikaner eller russer.